# Monocephalus fuscipes
Espèce
Synonymes
- Walckenaera fuscipes Blackwall, 1836
- Tmeticus neglectus O. Pickard-Cambridge, 1894

Monocephalus fuscipes est une espèce d'araignées aranéomorphes de la famille des Linyphiidae.

## Distribution
Cette espèce se rencontre en Europe.

## Publication originale
- Blackwall, 1836 : Characters of some undescribed species of Araneidae. London and Edinburgh Philosophical Magazine and Journal of Science, sér. 3, vol. 8, p. 481-491 (texte intégral).